# 弗萊爾登

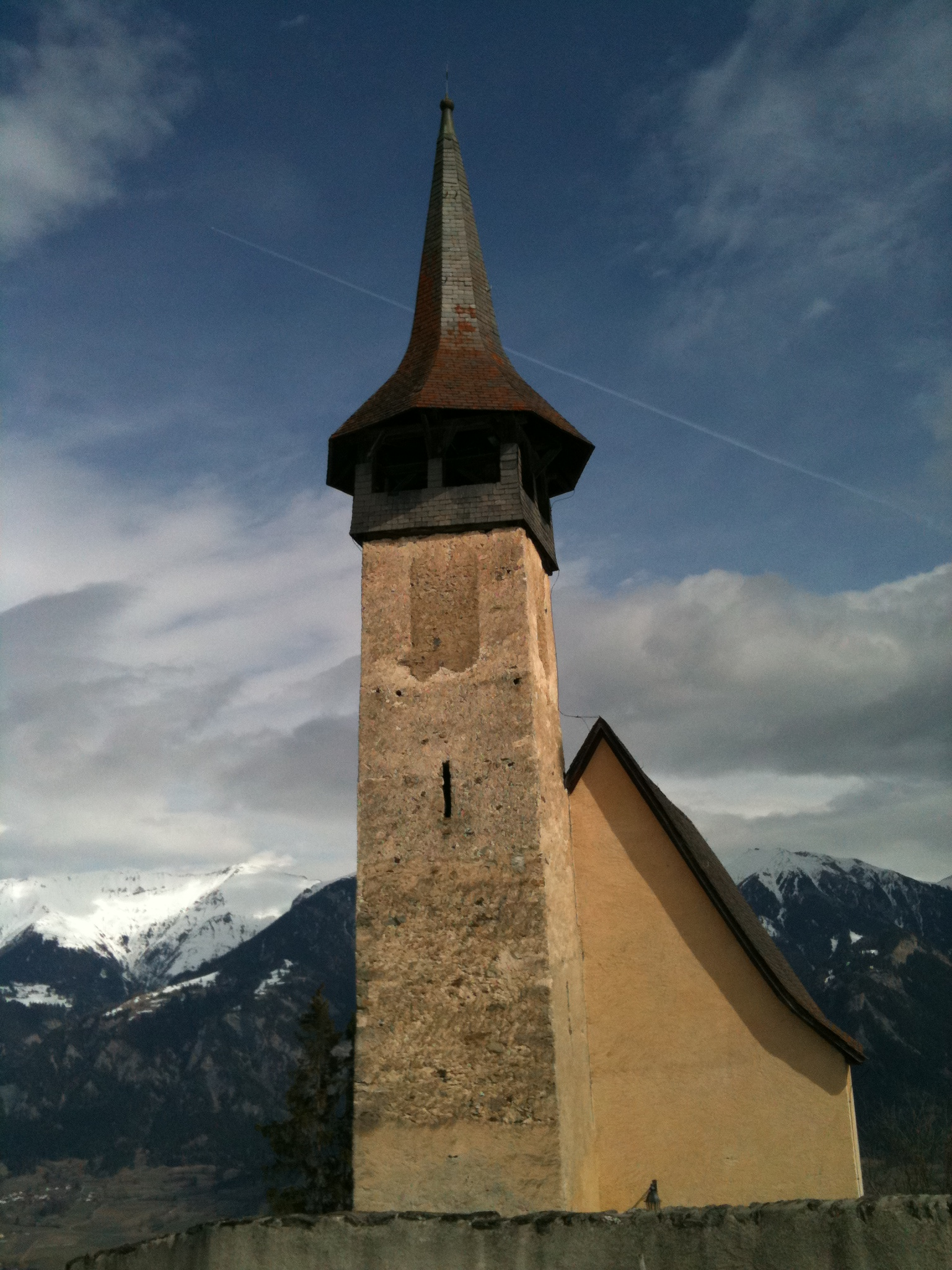

弗萊爾登是瑞士的城鎮，位於該國東部，由格勞賓登州負責管轄，面積6.09平方公里，海拔高度1,231米，2011年人口215，人口密度每平方公里35人。